# Nizozemsko na Letních olympijských hrách 2008
Nizozemsko na Letních olympijských hrách 2008 reprezentovala výprava 237 sportovců, z toho 139 mužů a 98 žen v 20 sportech.

## Medailisté
| Medaile | Jméno | Sport         | Disciplína                               |
| ------- | --- | ------------- | ---------------------------------------- |
| Zlato   | Inge Dekker Ranomi Kromowidjojová Femke Heemskerk Marleen Veldhuis Hinkelien Schreuder* Manon van Rooijen* | Plavání       | Ženy štafeta 4×100 m volný způsob        |
| Zlato   | Marit van Eupen Kirsten van der Kolk | Veslování     | Ženy dvojka bez kormidelníka lehkých vah |
| Zlato   | Marianne Vosová | Cyklistika    | Ženy bodovací závod na 25 km             |
| Zlato   | Anky van Grunsvenová | Jezdectví     | Drezura jednotlivci                      |
| Zlato   | Maarten van der Weijden | Plavání       | Muži 10 km marathon                      |
| Zlato   | Iefke van Belkum Gillian van den Berg Daniëlle de Bruijn Mieke Cabout Rianne Guichelaar Biurakn Hakhverdian Marieke van den Ham Noeki Klein Simone Koot Ilse van der Meijden Meike de Nooy Alette Sijbring Yasemin Smit                                         | Vodní pólo    | Turnaj žen                               |
| Zlato   | Marilyn Agliotti Naomi van Asová Minke Booij Wieke Dijkstra Miek van Geenhuizen Maartje Goderie Eva de Goede Ellen Hoogová Fatima Moreira de Melo Eefke Mulder Maartje Paumenová Sophie Polkamp Lisanne de Roever Janneke Schopman Minke Smabers Lidewij Welten | Pozemní hokej | Turnaj žen                               |
| Stříbro | Deborah Gravenstijnová | Judo          | Ženy 57 kg                               |
| Stříbro | Anky van Grunsvenová Hans Peter Minderhoud Imke Schellekens-Bartels | Jezdectví     | Družstvo drezura                         |
| Stříbro | Annemieke Bes Mandy Mulder Merel Witteveen | Jachting      | Třída Yngling                            |
| Stříbro | Femke Dekker Annemiek de Haan Nienke Kingma Roline Repelaer van Driel Annemarieke van Rumpt Sarah Siegelaar Marlies Smulders Helen Tanger Ester Workel | Veslování     | Ženy osmiveslice                         |
| Stříbro | Lobke Berkhout Marcelien de Koning | Jachting      | Ženy třída 470                           |
| Bronz   | Ruben Houkes | Judo          | Muži 60 kg                               |
| Bronz   | Elisabeth Willeboordseová | Judo          | Ženy 63 kg                               |
| Bronz   | Edith Boschová | Judo          | Ženy 70 kg                               |
| Bronz   | Henk Grol | Judo          | Muži 100 kg                              |